# Таратута (страва)

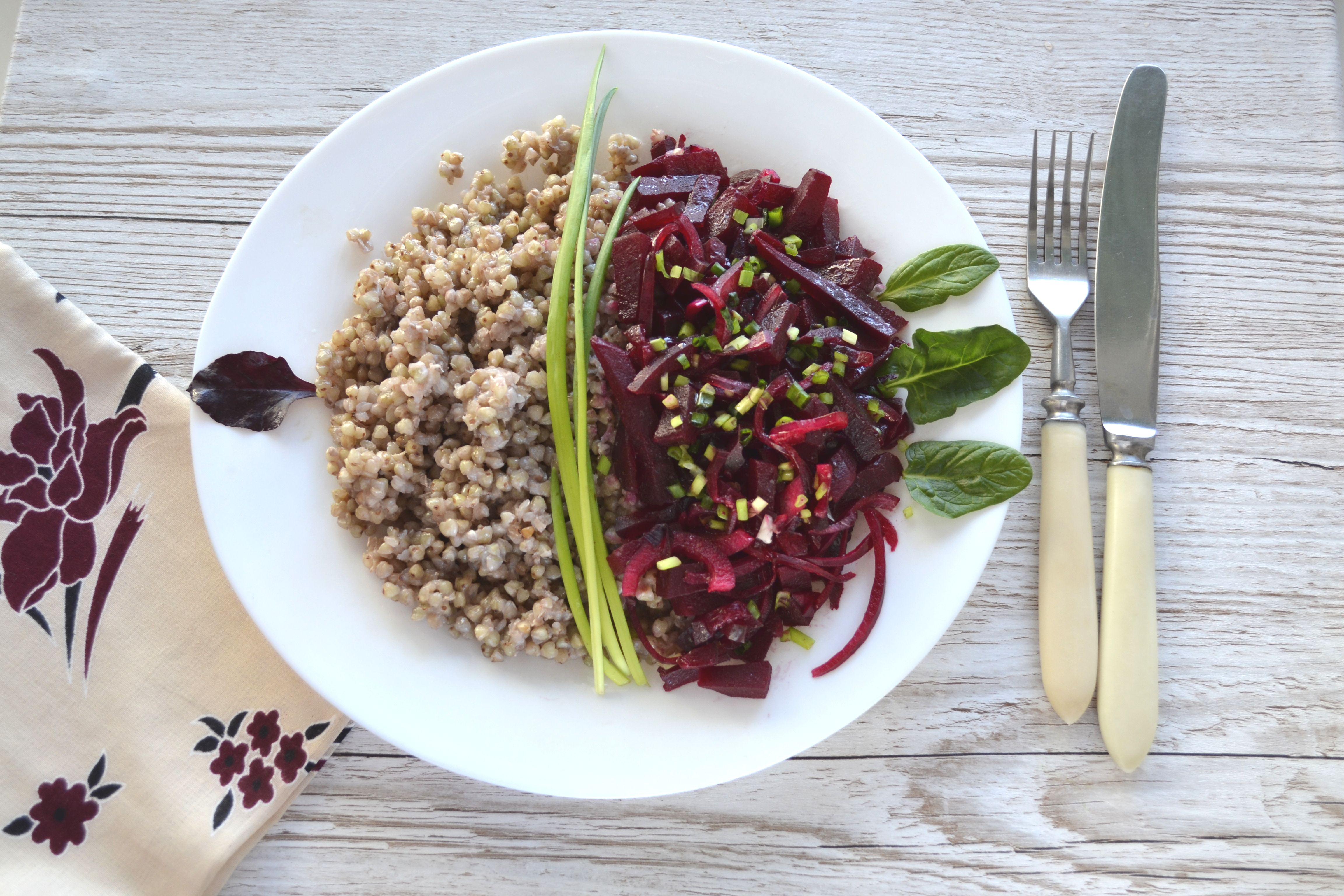
Каша з таратутою

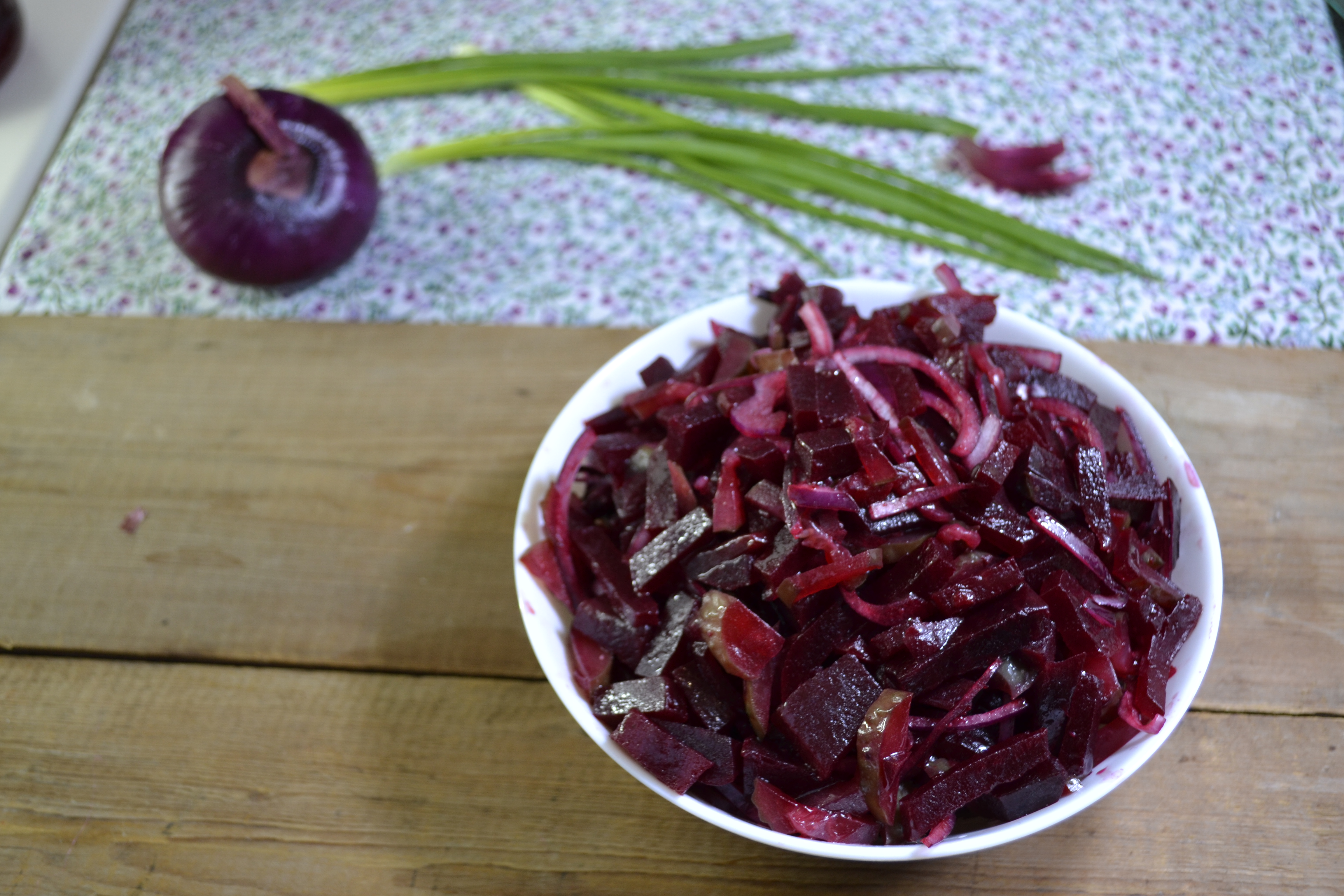
Таратута

Таратута  — давня українська народна страва з варених буряків з солоними огірками, сіллю, хроном, цибулею і олією. Таратутою у деяких місцях України називали також кришений хліб з олією, цибулею, часником та хроном.

## Рецепт
Узяти свіжих столових буряків, почистити, порізати на кружальця і варити до готовності. Тоді вийняти їх, покришити солоних огірків, змішати з хроном, цибулею та олією. Потім у все це налити огіркового розсолу, навпіл змішаного з буряковим відваром, і поставити на холод на добу, відтак подавати до столу.
Їдять таратуту на другий день холодною.